# Histoire naturelle des principales productions de l'Europe Méridionale
Histoire naturelle des principales productions de l'Europe Méridionale (abreviado Hist. Nat. Prod. Eur. Mérid.) es un libro con ilustraciones y descripciones botánicas que fue escrito por el naturalista franco-italiano; Joseph Antoine Risso y publicado en Estraburgo en 5 volúmenes en el año 1826 con el nombre de Histoire naturelle des principales productions de l'Europe méridionale et particulièrement de celles des environs de Nice et des Alpes Maritimes.